# Jump in the Fire
«Jump in the Fire» es la cuarta canción del álbum de estudio debut de Metallica, Kill 'Em All, que salió al mercado como un sencillo en 1984. La letra de la canción habla desde el punto de vista del demonio que ve cómo la gente se mata entre sí, estando seguro de que irán al infierno por estas acciones, por lo que saltan al fuego ("Jump in the Fire"). Existe otra versión de la canción, que aparece en la maqueta No Life 'til Leather, la letra habla de sexualidad, escritas por el antiguo guitarrista del grupo musical, Dave Mustaine.
«Jump in the Fire» fue editada como el segundo sencillo de Kill 'Em All después de «Whiplash». Su edición en formato sencillo contiene dos versiones de «Phantom Lord» y «Seek & Destroy» con efectos de multitudes que inducen a creer que fueron grabadas en un concierto en vivo, aunque en realidad son versiones alternativas de las canciones grabadas en el estudio con efectos de sonido añadidos posteriormente. Es la primera canción de Metallica en terminar con el efecto fade out.

## Versiones
- Esta canción fue versionada por el grupo The Bronx Casket Co. en su álbum The Bronx Casket Co..[1]

Y también fue interpretada por los siguientes grupos musicales y músicos en álbumes tributo a Metallica.
| Grupo          | Álbum                                                |
| Terror         | Overload - A Tribute to Metallica                    |
| Dee Dee Ramone | A Punk Tribute to Metallica                          |
| None Blacker   | Metallica Tribute: None Blacker                      |
| Desconocido    | Hip-Hop Tribute to Metallica: The Ultimate "Mash-Up" |

## Créditos
- James Hetfield: Voz y guitarra rítmica.
- Kirk Hammett: Guitarra líder.
- Cliff Burton: Bajo eléctrico.
- Lars Ulrich: Batería y percusión.
- Dave Mustaine: Composición.